# Melanagromyza ochrasquamata
Melanagromyza ochrasquamata este o specie de muște din genul Melanagromyza, familia Agromyzidae, descrisă de Spencer în anul 1961. Conform Catalogue of Life specia Melanagromyza ochrasquamata nu are subspecii cunoscute.